# 1968 في النرويج
فيما يلي قوائم الأحداث التي وقعت خلال عام 1968 في النرويج.

## سياسة

### تعيين في المنصب
- 1 يناير – ويلي غرينير mayor of Bærum ‏.
- 11 مايو – ويلي جانسون عضو برلمان النرويج  [لغات أخرى]‏.

### انتهاء فترة المنصب
- 11 مايو – جون أندرسن عضو برلمان النرويج  [لغات أخرى]‏.

## رياضة
- 1 يناير – الدوري النرويجي الممتاز 1968 الفائز نادي لين.
- 1 يناير – دوري كرة القدم النرويجي الدرجة الأولى 1968 الفائز نادي ستارت.
- 1 يناير – كأس النرويج 1968 الفائز نادي لين.

## مواليد

### فبراير
- 2 فبراير – إسبن بريديسين طائر تزلج نرويجي.
- 27 فبراير – ستوله سولباكن لاعب كرة قدم نرويجي.

### مارس
- 14 مارس – إيدا أندرسن متسابقة يخت نرويجية.

### أبريل
- 18 أبريل – أنديرس جاكوبسن لاعب ومدرب كرة قدم نرويجي.

### مايو
- 8 مايو – ماي بريت هارتويل دراجة نرويجية.
- 16 مايو – ستيف ألمان لاعب هوكي جليد نرويجي.

### يونيو
- 17 يونيو – بيرد يورغن إلدن لاعب تزلج نوردي مزدوج نرويجي.

### يوليو
- 2 يوليو – فريدتيوف سوهايم ممثل نرويجي.
- 3 يوليو – سفاين أر أندرياسن لاعب كرة قدم نرويجي.
- 9 يوليو – إلين كريستيانسن لاعبة بياثلون نرويجية.
- 16 يوليو – فين غوتورمسن موسيقي نرويجي.
- 31 يوليو – كنوت هولمان كاياكير نرويجي.

### أغسطس
- 20 أغسطس – أورجان بيرغ لاعب كرة قدم نرويجي.
- 20 أغسطس – فروده بارت موسيقي نرويجي.
- 27 أغسطس – جان بانغ

### سبتمبر
- 23 سبتمبر – بيورن بيرغ

### أكتوبر
- 16 أكتوبر – فيبيكي يونسن لاعبة كرة يد نرويجية.
- 29 أكتوبر – يوهان أولاف كوس

### نوفمبر
- 1 نوفمبر – أستريد دانيلسن دراجة نرويجية.
- 6 نوفمبر – شيتل ريكدال لاعب ومدرب كرة قدم نرويجي.
- 9 نوفمبر – جون أنديرس هالفورسن مغني نرويجي.
- 12 نوفمبر – جان أوفه بيدرسن لاعب ومدرب كرة قدم نرويجي.
- 19 نوفمبر – روار يوهانسن مدرب كرة قدم نرويجي.

### ديسمبر
- 6 ديسمبر – كارل أوفه كناوسغارد مؤلف نرويجي.
- 12 ديسمبر – أنيتا دي فريس درّاجة طريق نرويجية.
- 16 ديسمبر – مورتن باكي لاعب كرة قدم نرويجي.

## وفيات

### يناير
- 1 يناير – جاكوب غوندرسن (مواليد 1875) مصارع هاوي نرويجي.
- 18 يناير – تريغفه كنودسن (مواليد 1897)

### فبراير
- 11 فبراير – هيرمان ويلوش (مواليد 1892) رسام نرويجي.
- 13 فبراير – كارل اولسن (مواليد 1893) دراج نرويجي.

### مارس
- 31 مارس – كريستن فايسه (مواليد 1876) متسابق يخت نرويجي.

### أبريل
- 4 أبريل – كارل بوغ (مواليد 1881) جيولوجي نرويجي.
- 25 أبريل – غونار أندرسن (مواليد 1890) لاعب كرة قدم نرويجي.
- 27 أبريل – أنطون اولسن (مواليد 1897) لاعب رماية نرويجي.

### مايو
- 11 مايو – جون أندرسن (مواليد 1902) سياسي نرويجي.

### يونيو
- 3 يونيو – جون بيورنستاد (مواليد 1888) مُجدّف نرويجي.
- 6 يونيو – إلين غليديتش (مواليد 1879)
- 10 يونيو – إليزابيث ماير (مواليد 1899) مصورة نرويجية.

### يوليو
- 31 يوليو – أولاف سولبرغ (مواليد 1885) مُجدّف نرويجي.

### أغسطس
- 2 أغسطس – آرثر كوليت (مواليد 1879)
- 7 أغسطس – تور فوس (مواليد 1901)

### سبتمبر
- 14 سبتمبر – أنطون مور (مواليد 1890)
- 23 سبتمبر – أول بيرغ (مواليد 1890)

### أكتوبر
- 18 أكتوبر – ميخائيل بولسين (مواليد 1899) لاعب كرة قدم نرويجي.
- 19 أكتوبر – بيرغر نيلسن (مواليد 1896) مصارع هاوي نرويجي.
- 28 أكتوبر – إرلينغ كروغ (مواليد 1888) مغني نرويجي.

### ديسمبر
- 30 ديسمبر – تريغفه لي (مواليد 1896) أمين عام سابق للأمم المتحدة، من النرويج.